# Psí veličenstvo
Psí veličenstvo (anglicky The Queen's Corgi) je belgický animovaný celovečerní film vytvořený společností nWave Pictures. Film je režírovaný Benem Stassenem a Vincentem Kestelootem a scénář napsali John R. Smith a Rob Sprackling. Film vypráví příběh královny a jejího přátelství s Corgim Rexem, který se ztratí a pokusí se najít cestu domů.
Film produkovala a animovala belgická společnost nWave Pictures. Filmová společnost Charades film distribuovala po celém světě, do zemí včetně Francie, Číny, Spojeného království, Latinské Ameriky, Spojených států, Ruska a mnoha dalších zemí.
Výroba filmu stála přibližně 20 milionů dolarů.